# Ernst Krohn
Ernst Erik Krohn, född 16 oktober 1911 i Helsingfors, död där 17 september 1934, var en finländsk målare. Han var bror till litteraturvetaren Eino Krohn.
Ernst Krohn studerade 1931–1933 vid Finska Konstföreningens ritskola och ställde ut första gången 1933. Han målade främst landskap och figurbilder i olja och pastell i en expressionistisk stil i Novembergruppens efterföljd. Han tillhörde en krets modernister med bl.a. författarna Tito Colliander, Rabbe Enckell, Ralf Parland, Elmer Diktonius och Gunnar Björling och bildkonstnärerna Ina Colliander, Sakari Tohka och Sven Grönvall. I likhet med Tohka och Grönvall var han medlem av Oktobergruppen, som de hade grundat 1934. Krohn valdes till gruppens ordförande, men avled innan dess första utställning öppnats; utställningen blev därmed en minnesutställning över Krohn.